# Sikkim-Fichte
Die Sikkim-Fichte (Picea spinulosa) ist eine Pflanzenart aus der Familie der Kieferngewächse (Pinaceae). Sie ist in den Gebieten im östlichen Himalaya heimisch.

## Beschreibung
Die Sikkim-Fichte wächst als immergrüner Baum, der Wuchshöhen von bis zu 60 Metern erreichen kann. Die raue Borke blättert in schuppenartigen Stücken ab. Die anfangs behaarte, bräunlich gelbe Rinde der Zweige verkahlt im zweiten Jahr und verfärbt sich grau.
Die linealischen Nadeln haben einen breit rautenförmigen Querschnitt und werden 1,5 bis 3,5 Zentimeter lang und 1,1 bis 1,8 Millimeter breit. Sie sind auf beiden Seiten leicht gekielt und haben eine spitz zulaufende Spitze. Auf der Blattoberseite findet man zwei weiße Stomatabänder mit je fünf bis sieben Stomatalinien. Auf der Blattunterseite sind gelegentlich ein bis drei unvollständig ausgebildete Stomatalinien.
Die Zapfen sind bei einer Länge von 9 bis 11 Zentimetern und einer Dicke von 3 bis 4,5 Zentimetern länglich-zylindrisch bis zylindrisch geformt. Sie sind anfangs grün mit violett gefärbten Rändern der Samenschuppen und verfärben sich zur Reife hin braun bis dunkelbraun. Die verkehrt-eiförmigen, dicken Samenschuppen werden etwa 2 Zentimeter lang und rund 1,8 Zentimeter breit. Die freiliegenden Flächen sind glatt und glänzend. Die dunkelbraunen Samen werden rund 5 Millimeter groß und haben einen glänzend hellbraunen, länglich verkehrt-eiförmigen Flügel, welcher 1,1 bis 1,5 Zentimeter lang und etwa 0,5 Zentimeter breit wird.
Die Chromosomenzahl beträgt 2n = 24.

## Verbreitung und Standort
Das natürliche Verbreitungsgebiet der Sikkim-Fichte umfasst Bhutan, Nepal, den nordindischen Bundesstaat Sikkim sowie den südlichen und südöstlichen Teil des Autonomen Gebietes Tibet.
Die Sikkim-Fichte gedeiht in Höhenlagen von 2400 bis 3600 Metern.

## Nutzung
Das Holz findet als Konstruktionsholz Verwendung. Weiters wird die Sikkim-Fichte zur Aufforstung gepflanzt.

## Systematik
Picea spinulosa wird innerhalb der Gattung der Fichten (Picea) der Untergattung Picea und der Sektion Omorika zugeordnet.
Die Erstbeschreibung als Abies spinulosa erfolgte 1848 durch William Griffith in Journal of Travels in Assam, Burma, Bootan, Afghanistan ..., Band 1, Seiten 259, 265 und 275. Augustine Henry überführte die Art 1906 in The Gardeners' Chronicle, Serie 3, Band 39, Seite 219 als Picea spinulosa in die Gattung Picea. Synonyme von Picea spinulosa (Griff.) A.Henry sind Pinus spinulosa (Griff.) Griff. und Picea morindoides Rehder.

## Gefährdung und Schutz
Die Sikkim-Fichte wird in der Roten Liste der IUCN als „nicht gefährdet“ eingestuft. Es wird jedoch darauf hingewiesen, dass eine erneute Überprüfung der Gefährdung notwendig ist.